# Michele Cecchini
Michele Cecchini (Capannori, 3 marzo 1920 – 26 aprile 1989) è stato un arcivescovo cattolico e diplomatico italiano.

## Biografia
Nato nel 1920 a Lammari, frazione di Capannori, in Toscana, fu ordinato sacerdote nel 1944. Nel 1969 fu consacrato arcivescovo, col titolo di Aquileia, e nominato pro-nunzio apostolico in Madagascar e nel vicino stato di Maurizio. Dal 1976 ricoprì il medesimo ruolo in Iugoslavia, mentre nel 1984 divenne nunzio in Austria. La morte lo colse nel 1989.

## Genealogia episcopale
La genealogia episcopale è:
- Cardinale Scipione Rebiba
- Cardinale Giulio Antonio Santori
- Cardinale Girolamo Bernerio, O.P.
- Arcivescovo Galeazzo Sanvitale
- Cardinale Ludovico Ludovisi
- Cardinale Luigi Caetani
- Cardinale Ulderico Carpegna
- Cardinale Paluzzo Paluzzi Altieri degli Albertoni
- Papa Benedetto XIII
- Papa Benedetto XIV
- Papa Clemente XIII
- Cardinale Marcantonio Colonna
- Cardinale Giacinto Sigismondo Gerdil, B.
- Cardinale Giulio Maria della Somaglia
- Cardinale Carlo Odescalchi, S.I.
- Cardinale Costantino Patrizi Naro
- Cardinale Lucido Maria Parocchi
- Papa Pio X
- Cardinale Gaetano De Lai
- Cardinale Raffaele Carlo Rossi, O.C.D.
- Cardinale Amleto Giovanni Cicognani
- Arcivescovo Michele Cecchini